# Ricardo Mollo
Ricardo Mollo (ur. 17 sierpnia 1957 w Pergamino) – argentyński muzyk, wokalista i gitarzysta rockowego zespołu Divididos.
Dwukrotnie żonaty; jego pierwszą żoną była piosenkarka Erica Garcia, zaś jego drugą żoną jest aktorka i piosenkarka Natalia Oreiro. Ma z nią syna, Merlína Mollo Oreiro.